# Campeonato Mundial de Levantamiento de Potencia Adaptado
El Campeonato Mundial de Levantamiento de Potencia Adaptado es la máxima competición de levantamiento de potencia adaptado a nivel internacional. Es organizado desde 1994 por el Comité Paralímpico Internacional.

## Ediciones
| N.º  | Año  | Sede             | País                   |
| ---- | ---- | ---------------- | ---------------------- |
| I    | 1994 | Upsala           | Suecia                 |
| II   | 1998 | Dubái            | Emiratos Árabes Unidos |
| III  | 2002 | Kuala Lumpur     | Malasia                |
| IV   | 2006 | Busan            | Corea del Sur          |
| V    | 2010 | Kuala Lumpur     | Malasia                |
| VI   | 2014 | Dubái            | Emiratos Árabes Unidos |
| VII  | 2017 | Ciudad de México | México                 |
| VIII | 2019 | Nur-sultán       | Kazajistán             |
| IX   | 2021 | Batumi           | Georgia                |